# Stazione di Codola
Stazione di Codola vasútállomás Olaszországban, Castel San Giorgio településen.

## Vasútvonalak
Az állomást az alábbi vasútvonalak érintik:
- Cancello–Benevento railway
- Nocera Inferiore–Mercato San Severino-vasútvonal

## Kapcsolódó állomások
A vasútállomáshoz az alábbi állomások vannak a legközelebb:
- Stazione di Lanzara-Fimiani
- Stazione di Lavorate
- Stazione di Nocera Inferiore Mercato